# Daigremontianina
Daigremontianina es una bufadienolida. Los bufadienólidos son esteroides y glucósidos cardíacos agliconas (es decir, que se unen con los hidratos de carbono para formar glucósidos cardíacos) que son similares a cardenólidos, que solo difieren en la estructura de la C-17 sustituyente en el anillo D. Esta sustancia química se ha encontrado que es tóxica en experimentos con ratones. Es uno de los cinco bufadienólidos que han sido aislados a partir de  Kalanchoe daigremontiana.

## Toxicidad
Las especies de la familia Crassulaceae son una de las principales fuentes de glucósidos cardíacos bufadienólidos (incluyendo daigremontianina); responsables de aproximadamente el 33% de la mortalidad del ganado por envenenamiento con plantas en Sudáfrica. Los bufadienólidos de las crasuláceas causan envenenamiento cardiaco, pero dosis subletales repetidas causan una afectación llamada cotiledonosis, una intoxicación que afecta al sistema nervioso y muscular de animales pequeños, en particular, las ovejas en la zona de Karoo de África del Sur.

## Medicina tradicional
En la medicina tradicional las especies del género Kalanchoe se utilizan para tratar varias dolencias, por ejemplo, las infecciones, el reumatismo y la inflamación. [cita requerida] Los extractos de varias especies de Kalanchoe tienen efectos inmunosupresores. [cita requerida] Dos de los cinco  glucósidos de K daigremontiana,  daigremontianina y bersaldegenina 1,3,5-ortoacetato han demostrado tener efectos sedantes, y con un aumento de la dosis, un efecto creciente sobre el sistema nervioso central, además de tener un fuerte efecto  inotrópico aditivo asociado con otros glucósidos cardiacos.